# Dreispitzige Meerassel
Die Dreispitzige Meerassel (Idotea balthica) – auch Baltische Meerassel – ist eine marine Asselart aus der Gattung  Idotea (Familie Idoteidae).

## Merkmale

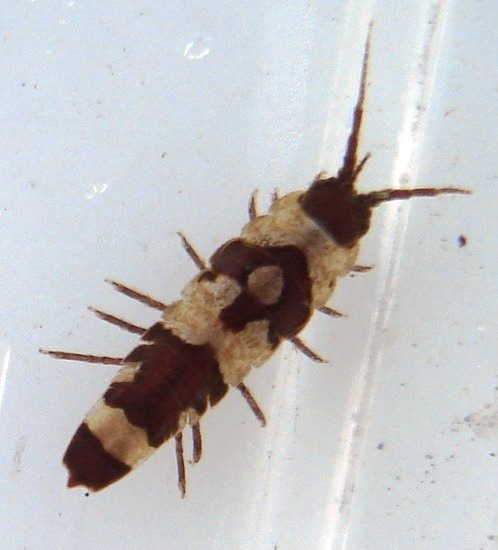
Ein braun und weiß geflecktes Exemplar der Dreispitzigen Meerassel (Idotea balthica)

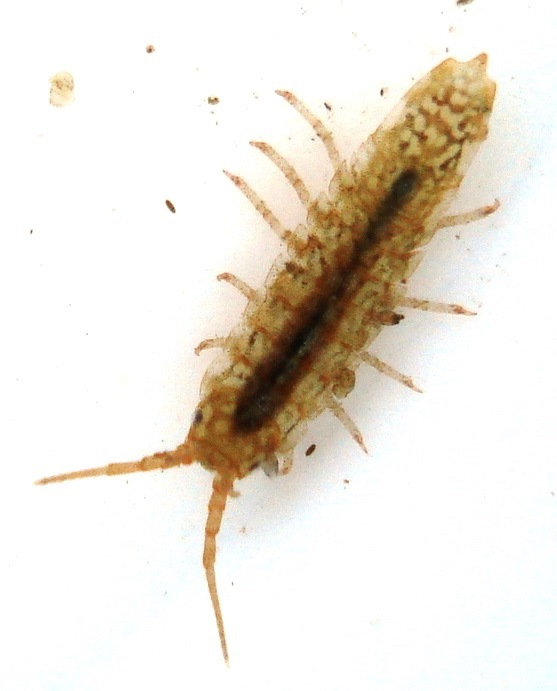
Ein braun-weiß gemustertes Exemplar der Dreispitzigen Meerassel (Idotea balthica)

Die Dreispitzige Meerassel erreicht eine Körperlänge von bis zu 3 cm (Weibchen bleiben mit bis zu 1,7 cm deutlich kleiner). Die Färbung folgt der Nahrung und ist sehr variabel von hellgrün bis dunkelbraun und weist z. T. Muster auf.
Der Körper ist abgeplattet, am Rücken leicht gekielt, mit sieben Beinpaaren an den Körpersegmenten, am Kopfsegment befinden sich seitlich die Augen, ein Paar kurze Antennen und ein Paar lange Antennen. Die Schwanzplatte am Körperende besitzt (spezifisch für die Art) drei Spitzen, von denen die mittlere die längste ist.

## Lebensweise
Die Dreispitzige Meerassel findet man an flachen Meeresküsten unterhalb der Niedrigwasserlinie, wo sie auf Seegräsern und Algen  lebt. Sie kann sich von ihrem Untergrund lösen und frei im Wasser schwimmen.
Die bevorzugte Nahrung sind (auch absterbende) Braunalgen (häufig Blasentang (Fucus vesiculosus)) und Seegras, jedoch auch Hydrozoen, Moostierchen sowie Aas.

## Vorkommen
Die Dreispitzige Meerassel kommt in folgenden Gebieten vor:
- im östlichen Nordatlantik / Nordsee im Küstenbereich der Britischen Inseln bis Nord-Nordnorwegen und in der Ostsee im Brackwasser bis etwa nach Åland / zum Finnischen Meerbusen
- im Mittelmeer und im Schwarzen Meer

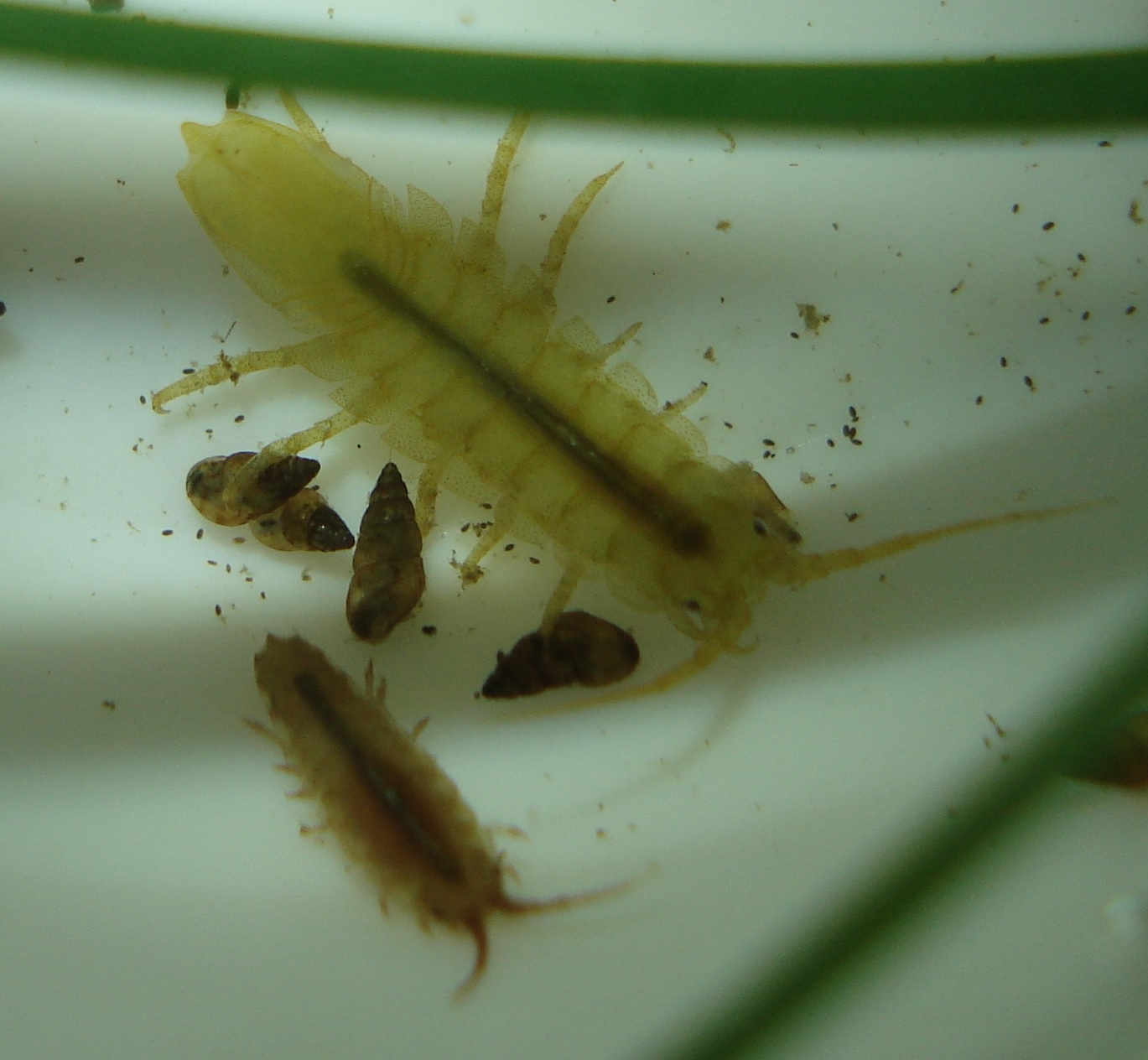
Zwei verschieden große und gefärbte Exemplare der Dreispitzigen Meerassel (Idotea balthica) (die grünen Streifen sind Seegras (Zostera marina), die Schnecken sind Exemplare der Dünnschaligen Rissoa (Rissoa membranacea))

## Sonstiges
Das Epitheton verweist auf das Vorkommen in der Ostsee / dem „Baltisches Meer“. In der Literatur werden die Schreibweisen „baltica“ und „balthica“ verwendet.
Neuere Forschungsergebnisse konnten zeigen, dass Baltische Meerasseln in einem der Bestäubung vergleichbaren Prozess als Überträger der Spermien der Rotalge Gracilaria gracilis fungieren. So erhöhte sich die Befruchtungsrate der Algen, wenn Meerasseln von einer männlichen auf eine weibliche Alge übergingen und dabei Spermien am Körper transportierten.